# زلزال شمال إيزو 1930
زلزال شمال إيزو 1930 هو زلزالٌ وقعَ في شيزوكا في اليابان بتاريخ 26 نوفمبر 1930.